# バス (声域)

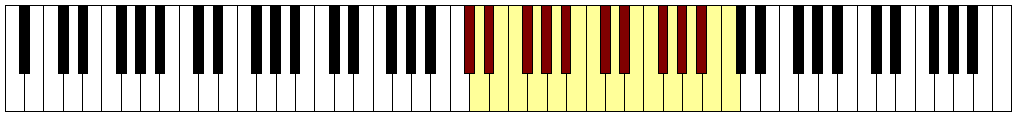
ソプラノ

アルト

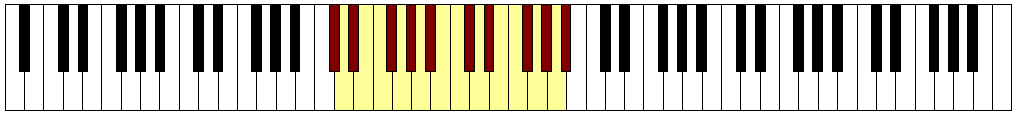
テノール

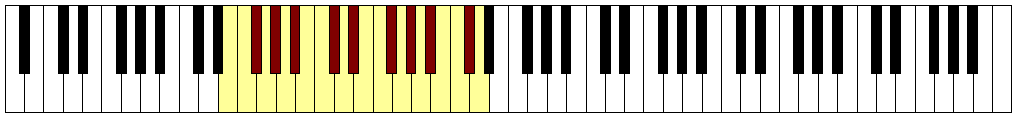
バス

バス（ドイツ語: Bass、イタリア語: Basso〈バッソ〉、英語: Bass〈ベイス〉）は、最も低い声域の歌手をさす。また、そこから転じて最も低い音域の楽器をさす。声部としては合唱・合奏や和声法では最低声部の進行は和音進行の基礎を形作り、主旋律を和声的に支える基礎となる。

## 声楽
低い声域を持つ男性歌手、および合唱においてのもっとも低い声部をバスという。典型的なバスは概ねD2～F4くらいの範囲の声を持つ。4声体和声や合唱のバス声部はF2～D4くらいの音域である。日本の合唱曲では殆ど見られないが、ロシアの合唱曲を中心に、C2やそれより下の音が求められることがある。混声4部合唱ではソプラノと合わせて外声、アルトと合わせて低声とよばれる。記譜はごく一部を除いて通常はバス記号が用いられる。

### 分類
クラシック音楽、特にオペラではしばしばバスを何種類かに区別する。「バッソ・プロフォンド」は特に深い声をもつ歌手で、B1くらいまでの低音を持つことがある。ロシアの合唱音楽などで求められるG1あたりのさらに低い音域を歌う歌手は「オクタヴィスト」と呼ばれる。それと対照的に「バッソ・カンタンテ」はより軽くもっと叙情的な声質で、やや高い声域を持つ歌手をいう。「バッソ・ブッフォ」は喜劇的な役割を得意とするバスに対して用いる。
バスよりやや高い声を持つ男性歌手はバリトンという。声域と声質がバスとバリトンのおよそ中間にある歌手を「バスバリトン」と呼ぶこともある。合唱などでバスパート内で二分する場合、高い方がバスⅠ、低い方がバスⅡとなるが、バスⅠを便宜上「バリトン」、バスⅡを「バス下」「下(げ)バス」と呼ぶ場合もある。

## バスに分類される歌手の例
あ行
- テオ・アダム
- トレヴァー・アンソニー
- ジョゼ・ヴァン・ダム
- ハーバート・ウィザースプーン
- イーヴォ・ヴィンコ
- アレクサンドル・ヴェデルニコフ
- オットー・エーデルマン
- アルトゥール・エイゼン
- サイモン・エステス
- 王晰
- 大橋国一
- 岡村喬生

か行
- 岸本力
- 北川辰彦
- ニコライ・ギャウロフ
- ニコラ・ギュゼレフ
- ヨーゼフ・グラインドル
- フランツ・クラス
- ボリス・クリストフ
- 栗本正
- ヴィタリー・グロマツキー
- ケレメン・ゾルターン
- フェルナンド・コレーナ
- カルロ・コロンバーラ

さ行
- ニコラ・ザッカリア
- マッティ・サルミネン
- シェン・ヤン
- チェーザレ・シエピ
- パウル・シェフラー
- 志村文彦
- ボナルド・ジャイオッティ
- フョードル・シャリアピン
- マルセル・ジュルネ
- ロベルト・スカンディウッツィ
- 鈴木雪夫（オクタヴィスト）
- フョードル・ストラヴィンスキー
- ハンス・ゾーティン
- ロジェ・ソワイエ

た行
- ブリン・ターフェル
- エンツォ・ダーラ
- マルッティ・タルヴェラ
- イルデブランド・ダルカンジェロ
- パオロアンドレア・ディピエトロ
- ジョルジョ・トッツィ
- ジョン・トムリンソン
- 高橋啓三
- 高橋修一
- 高橋大海
- 妻屋秀和
- 戸山俊樹

な行
- グスタフ・ナイトリンガー
- 直野資
- 西村英将
- エフゲニー・ネステレンコ

は行
- ジェローム・ハインズ
- アレクサンドル・ピロゴフ
- エツィオ・ピンツァ
- ブルーノ・プラティコ
- ポル・プランソン
- ポール・プリシュカ
- パータ・ブルチュラーゼ
- ゴットロープ・フリック
- フェルッチョ・フルラネット
- ジャコモ・プレスティーア
- イヴァン・ペトロフ
- クルト・ベーメ
- ミケーレ・ペルトゥージ
- ハンス・ホッター
- 堀野浩史
- ロベルト・ホル
- ウィラード・ホワイト

ま行
- 牧嗣人
- 槇野義孝
- ウラディーミル・マトーリン
- ニコラ・モスコーナ
- ジェームス・モリス
- クルト・モル
- パオロ・モンタルソロ

や行
- 矢田部勁吉
- 山口俊彦

ら行
- ルッジェーロ・ライモンディ
- カール・リッダーブッシュ
- クルト・リドル
- マルク・レイゼン
- サミュエル・レイミー
- ニコラ・ロッシ＝レメーニ
- ロバート・ロイド
- ポール・ロブスン
- ジョージ・ロンドン

わ行
- パオロ・ワシントン

## 音楽における「バス」の他の用法
- ダブルベース（コントラバス）の略称。通常クラシック音楽やジャズにおいては、バスはこの楽器を示す。時には後述の金管楽器と区別するため「弦バス」と呼ばれる（特に吹奏楽においては欧米においてもString Bass、Contrebasse à cordes等の表記が多く見られる）。
- バスドラム、ベースギターの略称。ロックンロールで用いられることが多い。ベース (弦楽器)も参照。
- 大型の低音金管楽器の略称。吹奏楽やブラスバンドにおいて低音部の役割を担うテューバ（チューバ）やスーザフォン（スーザホン）、サクソルン属低音楽器のことである。
- バスクラリネットやバストロンボーン、バスサクソフォーンの略称（やや一般的でない用法）。
- 和声法または和声法に基づく音楽で、合奏体（重奏、合唱、重唱、ピアノ独奏等も含む）でもっとも低い音を受け持つ声部をバスという。和声法においてバスは、音楽そのものの和声的な意味合いを決定づける特別な意味を持ち、和声的な重要さの点では他の声部と異なっている。

## 他の声域
- ソプラノ
- メゾソプラノ
- アルト（コントラルト）
- カウンターテナー / カストラート
- テノール
- バリトン